# F.L. Smidth & Co. familiefilm - Sommeren 1929
|  | Denne artikel er oprettet af botten Steenthbot ud fra en ekstern database. Den kan derfor have sproglige fejl eller mangler. Denne skabelon kan fjernes efter kontrol af indholdet. |

F.L. Smidth & Co. familiefilm - Sommeren 1929 er en dansk dokumentarisk optagelse fra 1929.

## Handling
Privat familiefilm af erhvervsfamilierne omkring F.L. Smidth & Co., grundlagt af ingeniørerne Frederik Læssøe Smidth (1850-1899), Alexander Foss (1858-1925) og Poul Larsen (1859-1935). Familierne kom også sammen privat. Her er de bl.a. i sommerhuset i Skeldal nær Salten Langsø i Midtjylland og på "Høvildgård", Alexanders Foss' tidligere gods ved Silkeborg.

Følgende indholdsbeskrivelse stammer fra filmens originale dåse:

"På Skeldal, Klaus, Bent, Jørgen og Torkild (4 1/2 + 2 1/2 år) med bøllehatte. Med hunden Bas på terrassen. Flag hejses med Kay. Sidney, Jørgen og Torkild med trillebør. På gården med Carsten Pedersen'er, Fosser og Mygind børn. Myginds ankomst fra England med bus. Børnene ved brændestabler. Bas børstes og friseres på terrassen. Der skydes med bue og pil."